# María Ignacia Ibáñez
María Ignacia Ibáñez (Madrid, 1745 — Madrid, 22 de abril de 1771) fue una actriz española del siglo XVIII. Amante de José Cadalso, la muerte de María Ignacia dio origen a una ejemplar leyenda romántica, que luego se hizo literaria en las Noches lúgubres del poeta gaditano.

## Biografía
María Ignacia fue hija del actor y sainetista "Bartolomé Ibáñez", al parecer oriundo de una familia de la nobleza rural aragonesa, con solar en Fuentes Claras (Teruel), y posible hermano del dramaturgo José Ibáñez y Gassia. Algunos estudiosos sitúan su nacimiento en Cádiz en 1746 (donde se hallaba su padre ejerciendo como actor); otros la dan como bautizada en 1745 en Carabanchel de Abajo madrileño, trasladándose luego con su padre a Cádiz donde se inició en el mundo de la farándula.
Las fuentes históricas coinciden en situarla en Madrid en 1768, como sobresaliente en la compañía de la actriz-empresaria María Hidalgo, en el Teatro de la Cruz, y un año después ya es primera dama en la compañía de Juan Ponce y luego con la de Manuel Martínez. Un documento del Archivo Municipal de Madrid de esos años, la menciona como "la actriz de mérito más sobresaliente que había entonces en España".  También ha quedado noticia de que en 1770 hizo el papel protagonista de Hormesinda, en la tragedia del mismo nombre escrita por Nicolás Fernández de Moratín.
Entre 1770 y 1772, la actriz vivió una apasionada relación amorosa con el militar y escritor romántico José Cadalso, que llevaría al poeta a querer casarse con la actriz "por encima de la oposición de sus amigos y del ejército que amenazaba con expulsarlo si consuma la boda". No llegaría a consumarse el matrimonio pero sí escribió para ella el papel de ‘Doña Ava’ en la tragedia Don Sancho Garcia conde de Castilla que, estrenada en el Teatro de la Cruz el 21 de enero de 1771, apenas tuvo éxito, dándose las últimas funciones con la sala casi vacía.
En su último capítulo la pasión de los enamorados se convertiría en leyenda de marcado sabor romántico con la muerte de ella por fiebres tifoideas, a los veinticinco años, el 22 de abril de 1771. María Ignacia fue enterrada en el camposanto de la Iglesia de San Sebastián. Cadalso moriría once años después, tras haber reinventado su pasión amorosa sin excesivos escrúpulos, pero consiguiendo inmortalizarla más allá de su época y su arte.

### Leyenda romántica
Documentos epistolares y literarios (cartas de supuestos amigos y las Apuntaciones autobiográficas del propio Cadalso) relatan que el poeta, desesperado ante tan repentina muerte, llegaría a intentar desenterrar a su amada (y lo hubiera conseguido de no ser por la intervención de los criados del Conde de Aranda, amigo y protector de Cadalso en aquellos días). El morboso y desgarrado episodio quedaría recogido en su obra Noches lúgubres de 1798. También le dedicó poemas en los que la actriz aparece con el nombre de Filis.

"En vano anuncias, verde primavera,
tu vuelta de los hombres deseada,
 
triunfante del invierno triste y frío.

Muerta Filis el orbe nada espera,

sino niebla espantosa, noche helada (...)

De negros lutos me vestí llorando,

y de cipreses coroné mi frente;
 
eco doliente me llevó con quejas

hasta su tumba."
 José Cadalso

Con el tiempo, los estudiosos coinciden en que la leyenda fue orquestada por el propio Cadalso y que no hubo episodios necrófilos sino en su imaginación, estimulada por la pérdida de la que, dicho con sus propias palabras, fue "la mujer de mayor talento que yo he conocido, y que tuvo la extravagancia de enamorarse de mí, cuando yo me hallaba desnudo, pobre y desgraciado".